# Saint-Front-d'Alemps
Saint-Front-d'Alemps è un comune francese di 268 abitanti situato nel dipartimento della Dordogna nella regione della Nuova Aquitania.

## Società

### Evoluzione demografica
Abitanti censiti